# Leodamasz
Leodamasz (Kr. e. 400 körül – Kr. e. 355 körül) ókori görög szónok.
Akharneoszból származott, Athénben működött, Iszokratész tanítványa volt. Aiszkhinész nagyobb szónoknak tartotta, mint Démoszthenészt. Kr. e. 355 körül a Leptinész-féle törvényjavaslat védőjeként szerepelt; a naxoszi csata után ellenezte Khabriász kitüntetését, az oropuszi ügyben pedig vádlóként lépett fel Khabriász és Kallisztratosz ellen, de eredménytelenül. Egy, a 19. század végén Egyiptomban talált papirusz feltehetőleg a Khabriász ellen tartott vádbeszédének töredékét tartalmazza. 